# Espiritual
Un espiritual (traducción de la expresión inglesa spiritual song) o espiritual negro (negro spiritual) es un tipo de canto cristiano, que surgió a finales del siglo XVIII y se desarrolló a comienzos del XIX, en los Estados Unidos. Estos espirituales negros eran adaptaciones populares de los himnos religiosos católicos y protestantes, hechas por trabajadores afroamericanos que generalmente estaban esclavizados o discriminados.

## Origen
El movimiento del resurgimiento religioso que se extendió por las colonias británicas en Norteamérica a comienzos del siglo XVIII, impulsado por la fundación de la Iglesia metodista y la labor evangélica de predicadores como George Whitefield o Jonathan Edwards (alrededor de 1740), popularizaron no solo los salmos y los himnos cristianos, sino también otro tipo de cánticos espirituales menos tradicionales, que eran cantadas en las iglesias del sur estadounidense, tanto por negros como por blancos. Fue de esta forma como el acervo de cánticos religiosos cristianos, especialmente las canciones del compositor inglés Isaac Watts (1674-1748), pasaron a formar parte de la cultura de los esclavos afroamericanos. A lo largo del siglo XVIII y las primeras décadas del XIX, los esclavos de los estados del sur, fueron creando un cancionero propio, en un primer momento muy relacionado con los cantos de trabajo de origen africano, usualmente en forma de call and response, con inflexiones, sílabas extendidas y cuartos de tono.
El término espiritual deriva de la expresión canto espiritual, que la Biblia, en Efesios 5:19, recoge dentro de una exhortación a hablar "entre vosotros con salmos, y con himnos, y canciones espirituales, cantando y alabando al Señor en vuestros corazones". El término "canción espiritual" ya era de uso frecuente en la comunidad cristiana, tanto blanca como negra, a lo largo del siglo XVIII (y de hecho mucho antes), y "espiritual" era utilizado como un sustantivo que significaba, según el contexto, "persona espiritual" o "cosa espiritual ", pero no específicamente con respecto una canción.
Existen descripciones de estos espirituales desde fechas tan tempranas como 1839. El término se recoge, así mismo, en forma impresa, en un texto de Thomas Higgison, donde se describe a los esclavos negros usando canciones espirituales religiosas de doctrina o temática cristiana, que cantaban sentados o de pie en su lugar. En 1867, se publicó la primera colección de estos cantos espirituales negros, "Slave songs of the United States",
Los musicólogos han discutido de forma intensa, desde que W.F. Allen, en la obra citada, asegurara que los cantos eran de matriz claramente europea, hasta dónde llega la raíz africana. Erich von Hornbostel, ya en 1926, será quien establezca la diferencia entre el carácter europeo del patrón y estilo de los cantos, y el carácter netamente africano de su interpretación y sus secuencias rítmicas y armónicas. También se discutió sobre si se trataba de una creación, como género, de los esclavos negros, aunque varios autores (entre ellos, George Pullen Jackson), ya en el primer tercio del siglo XX, demostraron que los espirituales negros y los blancos tenían una fuente común, que se hallaba en las iglesias blancas rurales y en las reuniones al aire libre (camp meetings), y que se produjo un intercambio de influencias entre ambas comunidades.

## Estructura
Aunque los espirituales negros no responden necesariamente a una estructura única, la forma usual de los mismos es la del responso, costumbre de origen escocesa, transmitida básicamente a través de los libros de himnos de Isaac Watts, cuya edición de 1820 fue muy popular en el sur de la Unión. Para mejor aprenderse los textos, el predicador cantaba un verso, y la congregación lo repetía después. Esta forma caló fácilmente entre la población afrodescendiente, puesto que la estructura de call and response típica de los responsos, es usual en la música africana. El ritmo solía ser alegre en los llamados "cantos de jubileo" (jubilee). No obstante, existen también espirituales impregnados de melancolía, lentos e intensos, con textos relacionados con la muerte o con los sufrimientos de Jesucristo (con quien se identifica el cantante). Los espirituales son cantos, en cualquier caso, colectivos, con independencia de que existan voces solistas. Algunos autores sostienen que los espirituales eran, casi siempre, canciones de protesta en clave.
Las primeras recopilaciones de espirituales recogían todos en modo menor, aunque la realidad es que, en la mayor parte de los casos, se trataba de temas en modo mayor con ciertas notas, especialmente la séptima, un semitono más grave que las correspondientes de la escala mayor natural: estas notas rebajadas un semitono se conocen como blue notes, por ser características del Blues.

## Rasgos caracterizadores
Podemos indicar una serie de rasgos característicos de este tipo de cantos:
- Composición de textos a partir de frases breves, repetidas y entrecortadas de invocaciones;
- Adición de estribillos y de leit-motiv (una breve fórmula melódica-verbal que se repite en las estrofas y en el estribillo, con carácter de interjección); se trata de una de las innovaciones de los espirituales dentro del canto religioso.
- Reescritura en un estilo popular de las tribulaciones, imágenes y símbolos bíblicos y evangélicos;
- Acompañamiento de movimientos corporales y de corros en que se arrastra el paso.
- En la mayoría de los espirituales existe un paralelismo estructural entre letra y música: a cada sílaba le corresponde una única nota (aunque la ornamentación melismática puede alterar esta regla durante la ejecución).
- En su contenido, el mundo terrenal se entremezcla con el más allá; por tanto, además del contenido religioso, los espirituales constituyen una verdadera crónica de la vida de los oprimidos. Hablan del sufrimiento y de las pruebas que hay que superar, de las luchas por la liberación, de la búsqueda de un hogar...

## Evolución
Los espirituales sufrieron una primera evolución tras la guerra de Secesión, cuando una parte de la población negra los rechazó por su vinculación con el pasado esclavista, aunque a la vez se generó una difusión de los mismos y aparecieron nuevas escuelas, manteniéndose en las iglesias. La aparición de los "Fisk Jubilee Singers", un grupo formado en la Universidad de Fisk (Nashville, Tennessee), a partir de 1871 y hasta bien entrado el nuevo siglo (grabaron su primer disco en 1913), supuso una popularización enorme, no solo en Estados Unidos, sino también en Europa. Sin embargo, el interés de los negros por los espirituales, en las iglesias, disminuyó a lo largo de la primera mitad del siglo XX, sustituido por el góspel. Y ello, pese a que la popularidad del género fue en aumento, especialmente en el formato de cuarteto con repertorio de jubilee.
Se realizaron un gran número de grabaciones, en los años 1920, de predicadores con sus congregaciones: E.D. Campbell, P.E. Edmunds, J.C. Burnett, J.M. Milton... A partir de 1930, este tipo de grabaciones fueron relativamente escasas y, cuando se hicieron, adoptaron ya un formato claramente gospel. Solamente en lugares aislados, como las Sea Islands, se mantuvieron las formas primitivas de espiritual.